# Shahrestān di Rey
Lo shahrestān di Rey o Ray (farsi شهرستان ری) è uno dei 16 shahrestān della provincia di Teheran, il capoluogo è Shahr-e Rey (شهر ری) ed è suddivisa in 3 circoscrizioni (bakhsh): 
- Centrale (بخش مرکزی)
- Kahrizak (بخش کهریزک), con le città di Baqershahr e Kahrizak.
- Fasha Poyeh (بخش فشاپویه), con la città di Hasanabad.